# Dedeköy, Mudanya
Dede là một xã thuộc huyện Mudanya, tỉnh Bursa, Thổ Nhĩ Kỳ. Dân số thời điểm năm 2011 là 429 người.